# Fiume Kraai
Il Fiume Kraai (Kraai River) è un affluente del fiume Orange che scorre vicino Barkly East nella Provincia del Capo Orientale, Sudafrica. Il fiume Kraai nasce nelle montagne a sud del Lesotho e scorre verso ovest dalla confluenza del fiume Bel e dello Sterkspruit presso Moshesh’s Ford a 30° 51’09’’ S 27° 46’40’’E fino a Aliwal Nord, dove si unisce al fiume Orange a 30° 40’02’’S 26°45’06’’E.
Il fiume scorre quasi interamente su roccia arenaria. Il Kraai è pescabile e contiene trota iridea, trota fario e Labeobarbus aeneus. Nel 1881 un ponte ad arco in arenaria chiamato  W Sauer bridge è stato completato sopra il fiume. Il ponte collega le comunità nel bacino del fiume Kraai con Aliwal North. Il ponte Sauer e il ponte Loch nella fattoria Tyger Krantz sono ora siti del patrimonio provinciale.

## Affluenti principali
- Fiume Bel e il suo affluente Kloppershoekspruit
- Sterkspruit e i suoi affluenti Bokspruit e Riflespruit
- Joggemspruit
- Langkloofspruit
- Diepspruit e il suo affluente Three Drifts Stream
- Carlisleshoekspruit e Maartenshoekspruit
- Klein Wildebeestspruit
- Saalboomspruit a il suo affluente Vaalhoekspruit
- Karmelkspruit